# Arthur Hohl
Arthur Hohl (21 de mayo de 1889 – 10 de marzo de 1964) fue un actor teatral y cinematográfico estadounidense. 

## Biografía
Nacido en Pittsburgh, Pensilvania, empezó a actuar en el cine en los primeros años 1920. Interpretó, en papeles habitualmente de corta duración, a un gran número de personajes malvados y ladrones, aunque también encarnó unos pocos de carácter compasivo. A lo largo de su carrera entre 1924 y 1949 totalizó un centenar de actuaciones cinematográficas.
Sus dos papeles más conocidas hoy en día son las que hizo como Pete, junto a Helen Morgan y Donald Cook, en Show Boat (1936), y el de Mr. Montgomery en Island of Lost Souls (1932), trabajando con Richard Arlen y Leila Hyams. 
Otros papeles destacados fueron los siguientes: el de Bruto, frente a Warren William como Julio César, en el film de Cecil B. DeMille Cleopatra (1934), protagonizado por Claudette Colbert; Olivier Le Daim en The Hunchback of Notre Dame (1939); el agente inmobiliario en el film de Charles Chaplin Monsieur Verdoux (1947); Journet, un tabernero, en la película de Basil Rathbone sobre Sherlock Holmes The Scarlet Claw (1944); y el cristiano Titus en la película de Cecil B. DeMille The Sign of the Cross (1932).
En su faceta teatral, Hohl actuó en el circuito de Broadway, trabajando en obras de autores como William Shakespeare, George Bernard Shaw y Henrik Ibsen, entre otros. Sus papeles teatrales fueron de mucha mayor importancia que sus personajes cinematográficos, siendo un ejemplo su actuación como Andrew Aguecheek en una representación llevada a cabo en 1930 de Noche de reyes. En total, Arthur Hohl actuó en diecinueve piezas teatrales entre 1914 y 1932. 
Hohl falleció en Los Ángeles, California, en 1964.

## Teatro
- 1914 : The Dummy, de Harvey J. O'Higgins y Harriet Ford, con Ernest Truex
- 1916 : Literature, de Arthur Schnitzler, adaptación de Andre Tridon, con Helen Westley y Roland Young
- 1916-1917 : Espectros, de Henrik Ibsen
- 1917 : The Life of Man, de Leónidas Andreiev, adaptación de Clarence L. Meader y Fred Newton Scott, con Helen Westley
- 1917-1918 : In the Zone, de Eugene O'Neill
- 1918 : Youth, de Miles Malleson, con Sam Jaffe y Helen Westley
- 1918 : La profesión de la señora Warren, de George Bernard Shaw, con Sam Jaffe
- 1920 : The Power of Darkness, de León Tolstói, con Erskine Sanford, Henry Travers y Helen Westley
- 1920 : Martinique, de Laurence Eyre
- 1921 : Eyvind of the Hills, de Johann Sigurjonsson, con Ed Begley y Gene Raymond
- 1922 : Montmartre, adaptación de Benjamin Glazer de la novela de Pierre Frondaie, con Brandon Hurst
- 1922-1923 : It is the Law, de Elmer Rice
- 1927 : Sam Abramovitch, de François Porche, adaptación de Charles Andrews, con Pedro de Cordoba y Charles Walters
- 1927 : Wall Street, de James N. Rosenberg, con Sam Levene
- 1927 : The Trial of Mary Dugan, de Bayard Veiller, con Ann Harding, Barton MacLane y Oscar Polk
- 1929 : Becky Sharp, de Langdon Mitchell, a partir de La feria de las vanidades, de William Makepeace Thackeray, con Ernest Cossart, Etienne Girardot, Basil Sydney y Leonard Willey
- 1930 : Mayfair, de Laurence Eyre, con Frederick Worlock
- 1930 : Noche de reyes, de William Shakespeare, con Walter Kingsford y Jessie Ralph
- 1932 : Distant Drums, de Dan Totheroh, con Beulah Bondi

## Selección de su filmografía
- 1924 : Wolf and Montcalm, de Kenneth S. Webb (corto)
- 1932 : The Sign of the Cross, de Cecil B. DeMille
- 1933 : Captured !, de Roy Del Ruth
- 1933 : Island of Lost Souls, de Erle C. Kenton
- 1933 : The Life of Jimmy Dolan, de Archie Mayo
- 1933 : The Kennel Murder Case, de Michael Curtiz
- 1933 : Footlight Parade, de Lloyd Bacon y Busby Berkeley
- 1933 : Baby Face, de Alfred E. Green
- 1933 : Wild Boys of the Road, de William A. Wellman
- 1933 : Man's Castle, de Frank Borzage
- 1934 : Bulldog Drummond Strikes Back, de Roy Del Ruth
- 1934 : Cleopatra, de Cecil B. DeMille
- 1934 : Jimmy the Gent, de Michael Curtiz
- 1934 : A Modern Hero, de Georg Wilhelm Pabst
- 1935 : Village Tale, de John Cromwell
- 1935 : The Whole Town's Talking, de John Ford
- 1935 : Romance in Manhattan, de Stephen Roberts
- 1935 : Super-Speed, de Lambert Hillyer
- 1936 : Lloyd's of London, de Henry King
- 1936 : Forgotten Faces, de Ewald André Dupont
- 1936 : Show Boat, de James Whale
- 1936 : It Had To Happen, de Roy Del Ruth
- 1936 : Muñecos infernales, de Tod Browning
- 1937 : Slave Ship, de Tay Garnett
- 1938 : Stablemates, de Sam Wood
- 1938 : Kidnapped, de Alfred L. Werker y Otto Preminger
- 1938 : Penitentiary, de John Brahm
- 1939 : You Can't Cheat an Honest Man, de George Marshall y Edward F. Cline
- 1939 : Blackmail, de H. C. Potter
- 1939 : The Hunchback of Notre Dame, de William Dieterle
- 1939 : They Shall Have Music, de Archie Mayo
- 1939 : The Adventures of Sherlock Holmes, de Alfred L. Werker
- 1941 : Men of Boys Town, de Norman Taurog
- 1942 : Moontide, de Archie Mayo
- 1942 : El hijo de la furia, de John Cromwell
- 1943 : City without Men, de Sidney Salkow
- 1943 : La canción de Bernadette, de Henry King
- 1944 : The Spider Woman, de Roy William Neill
- 1944 : The Thin Man Goes Home, de Richard Thorpe
- 1944 : The Scarlet Claw, de Roy William Neill
- 1945 : Salome where she danced, de Charles Lamont
- 1945 : Cartas a mi amada (Love Letters), de William Dieterle
- 1946 : El despertar, de Clarence Brown
- 1947 : It Happened on Fifth Avenue, de Roy Del Ruth
- 1947 : Monsieur Verdoux, de Charlie Chaplin
- 1948 : Los tres mosqueteros, de George Sidney
- 1948 : You Gotta Stay Happy, de H. C. Potter
- 1949 : Down to the Sea in Ships, de Henry Hathaway